# Henrik Christopher Merckell
Henrik Christopher Merckell, död 1730, var en kunglig boktryckare i storfurstendömet Finland. 1715 köpte han ett tryckeri i Åbo, Finland och fick därmed kungligt privilegium att trycka böcker i Åbo.
Efter hans död 1730 övertogs tryckeriet av hans änka Vilhelmina Indebetou född i släkten Indebetou. Sannolikt togs tryckeriet och kungliga privilegierna för Åbo därefter över av sonen Jacob Merckell efter 1747.

## Böcker tryckta hos H C Merckell
- Twenne boot- och bättrings-predikningar, af den widtberömbde theologo doct. Joh. Friderich Maijer.., tryckt 1707
- Magnus Sahlstedt: Konung Davids, och med honom all christelig .., fem predikningar, tryckt 1720.
- Gudz nåd, frid, lycka och wälsignelse tilönskas konung Frederic, Sweriges Giöthes och Wändes konung &c. &c. &c. på krönings-dagen i Stockholm den 3 maij åhr 1720. Allerunderdånigst af Henric C. Merckell ... =S. impr=., 1720.
- Olof Nauclerus: Guds skaffares eller trogna evangeliska lärares betrodda gods:.., likpredikan över "herr Michael Jerff, kyrckioherden i Enångers och : Niutångers församlingar uti Helsingland", tryckt 1728.

Tryckta hos hans änka (1730-1747)
- Elisaeo Hyphoff: Kort Inledning Till Den Gamla och Nya Historien / begynnaren till tjänst..., tryckt i Stockholm 1731. (Haeffners original)
- L H Backmann: Enfaldige spörsmåhl, nödige til catechismi .., 1730-47. Detta är förmodligen första upplagan. En senare upplaga trycktes hos Jacob Merckell i Åbo 1759. Denna finns även på finska, samma förmodade utgivningsår.